# 圣热朗德沃
圣热朗德沃（法語：Saint-Gérand-de-Vaux，法語發音：[sɛ̃ ʒeʁɑ̃ də vo]）是法国阿列省的一个市镇，位于该省中部偏东，属于穆兰区。

## 地理
圣热朗德沃（46°22'49"N, 3°23'56"E）面积40.08 平方千米，位于法国奥弗涅-罗讷-阿尔卑斯大区阿列省，该省份为法国中部省份，北起涅夫勒省、西北接谢尔省，西南至克勒兹省，南至多姆山省，东南临卢瓦尔省，东临索恩-卢瓦尔省。
与圣热朗德沃接壤的市镇（或旧市镇、城区）包括：阿列河畔贝赛、欧特里沃堡、古伊斯、蒙托尔德、圣卢、特雷托。

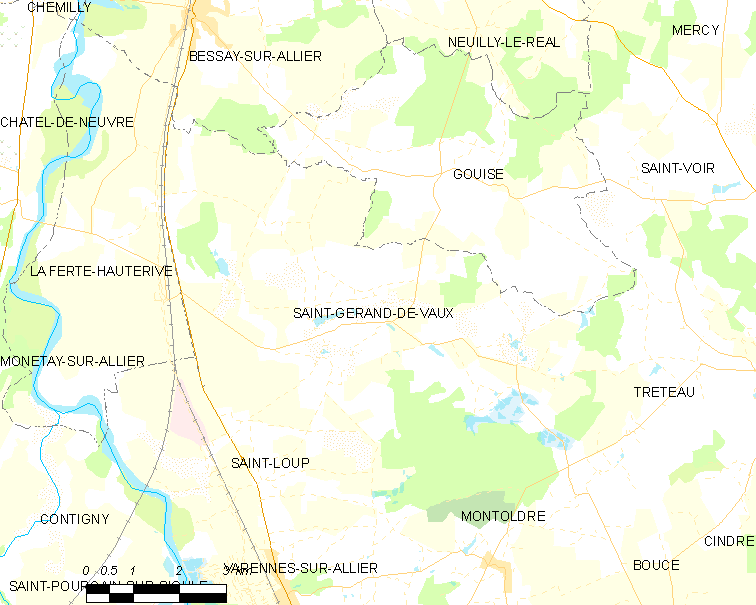
圣热朗德沃的OSM定位图

圣热朗德沃的时区为UTC+01:00、UTC+02:00（夏令时）。

## 行政
圣热朗德沃的邮政编码为03340，INSEE市镇编码为03234。

## 政治
圣热朗德沃所属的省级选区为穆兰第二县。

## 人口

1962-2008年间圣热朗德沃人口变化图示

圣热朗德沃于2022年1月1日时的人口数量为395人。